# 여성주의 운동

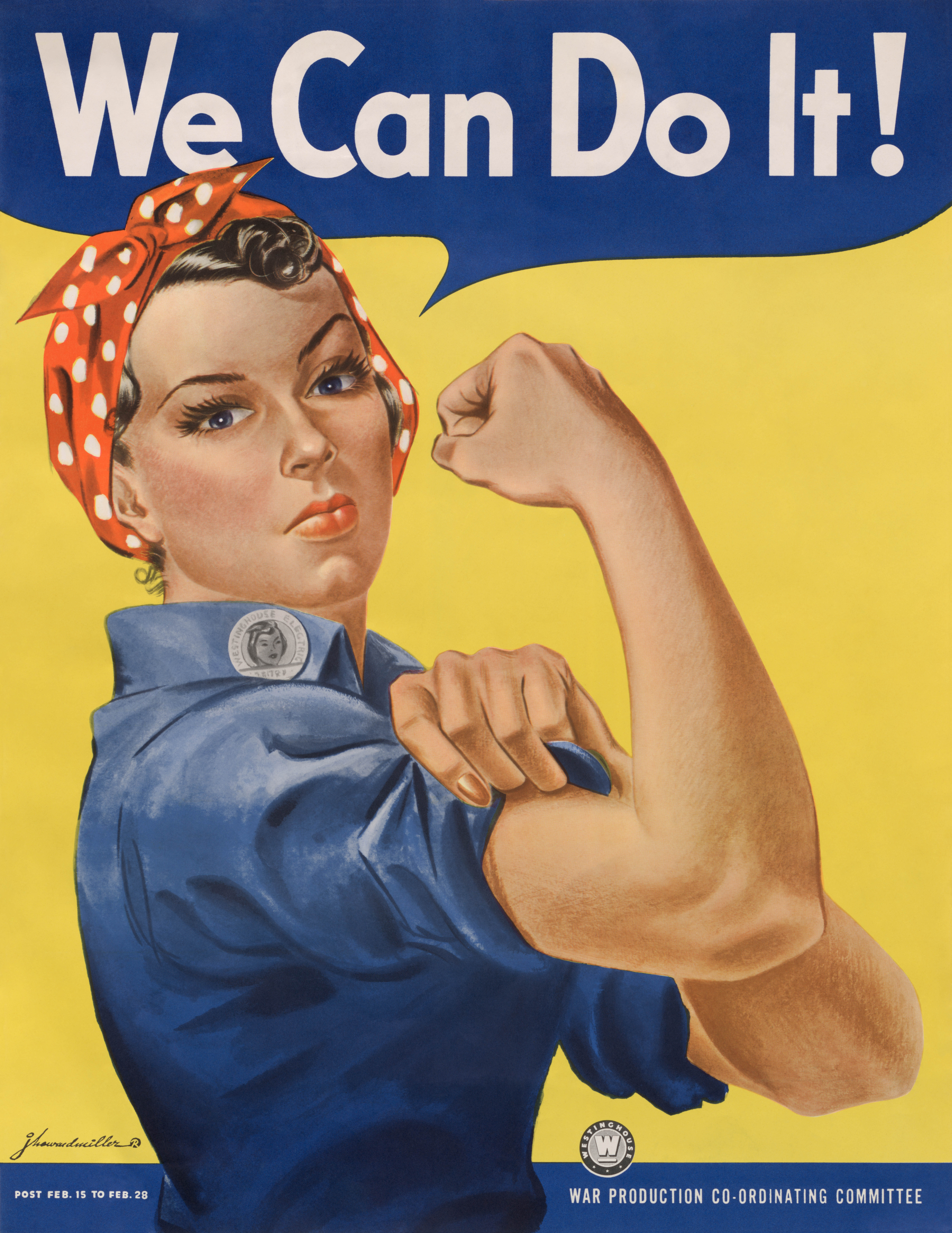
1943년의 "We Can Do It!" 전쟁 선전 포스터는 1980년대 여성주의 운동의 상징으로 다시 사용되었다.

여성 운동(women's movement) 또는 여성 해방 운동(women's liberation movement)은 재생산 권리, 가정 폭력, 출산 휴가, 동일 임금, 여성 참정권, 성범죄 등의 이슈의 개혁을 위한 일련의 정치적 운동을 말한다.

## 지역별 여성 운동

### 대한민국의 여성 운동
1990년에 한국정신대문제대책협의회(정대협)가 발족하여 일본군 위안부 문제 해결을 위한 운동이 시작되었고, 현재까지 이어지고 있는 수요시위를 1992년에 개최하기 시작하였다. 한편 1991년에 김부남 사건과 1992년에 김보은 김진관 사건이 발생하면서 대한민국 법 체계가 성폭력 예방, 처벌에 취약함이 지적되어 1994년 성폭력 특별법의 제정으로 이어졌다. 또한 1995년 "호주제폐지운동본부"가 발족하면서 호주제 폐지 운동이 본격적으로 시작되었고, 2005년 헌법재판소는 헌법불합치 결정을 내렸다. 2016년에는 서울특별시 강남구에서 한 남성이 불특정한 여성을 살해한 강남역 화장실 살인사건이 발생하면서, 피해 여성에 대한 추모 운동이 확산되는 동시에 이 사건이 여성 혐오 범죄인지, 범인의 정신병에 의한 묻지마 범죄인지에 대한 격렬한 논쟁이 발생하였다.

## 같이 보기
- 마르크스주의 여성주의
- 신사고 운동
- 급진적 여성주의
- 성혁명
- 제3세대 여성주의
- 분류:아프리카의 여성주의
- 분류:아시아의 여성주의
- 분류:유럽의 여성주의
- 분류:북아메리카의 여성주의
- 분류:오세아니아의 여성주의